# Bla bla bla (Squallor)
Bla bla bla è il terzo singolo del gruppo musicale italiano Squallor, pubblicato nel 1974 come unico estratto dall'album Palle.

## Tracce
7" Pink Elephant/CBS 1974
Testi e musiche di Totò Savio, Giancarlo Bigazzi, Daniele Pace.
1. Bla bla bla – 3:05
2. Santanna – 3:02

Durata totale: 6:07
7" promo CBS Germania 1974
Testi e musiche di Totò Savio, Giancarlo Bigazzi, Daniele Pace.
1. Bla bla bla – 3:05
2. Santanna – 2:55

Durata totale: 6:00
7" CBS Sugar Italia 1975
Testi e musiche di Totò Savio, Giancarlo Bigazzi, Daniele Pace.
1. Bla bla bla
2. Bla bla bla

Durata totale: 0:00
7" Epic Francia 1975
Testi e musiche di Totò Savio, Giancarlo Bigazzi, Daniele Pace.
1. Bla bla bla
2. Veramon (Pourquoi tu ris)

Durata totale: 0:00